# Karl Goldmark
Karl Goldmark (født 18. maj 1830, død 2. januar 1915) var en østrig-ungarsk, autodidakt komponist og musikkritiker, influeret af Richard Wagner. 
Brød igennem i 1865 med ouverturen til Sakuntala. 
I dag høres lejlighedsvis hans 1. symfoni, Es-dur, op. 26, Ländliche Hochzeit fra 1876, der består af 6 satser.
Hans hovedværk er operaen Die Königin von Saba fra 1875.
Har bl.a. skrevet 6 operaer, 2 violinkoncerter, 2 symfonier, kammermusik og vokalværker.

## Udvalgte værker
- Symfoni nr. 1 "Rustikt bryllup" (1877) - for orkester
- Symfoni nr. 2 (1887) - for orkester
- "Dronningen af Saba" (1875) - opera
- "Merlin" (1886) - opera